# Provincia di Nazca
La provincia di Nazca è una delle cinque province che formano la regione di Ica.
Confina al nord con le province di Ica e Palpa, all'est con la regione di Ayacucho, al sud con la regione di Arequipa e a ovest con l'oceano Pacifico.
Fu creata il 23 gennaio del 1940 con la legge 9300. È la seconda provincia per estensione geografica della regione di Ica.
Nel territorio di questa regione è presente il complesso turistico delle famose linee di Nazca, geoglifi visibili solo da diversi metri di altezza.

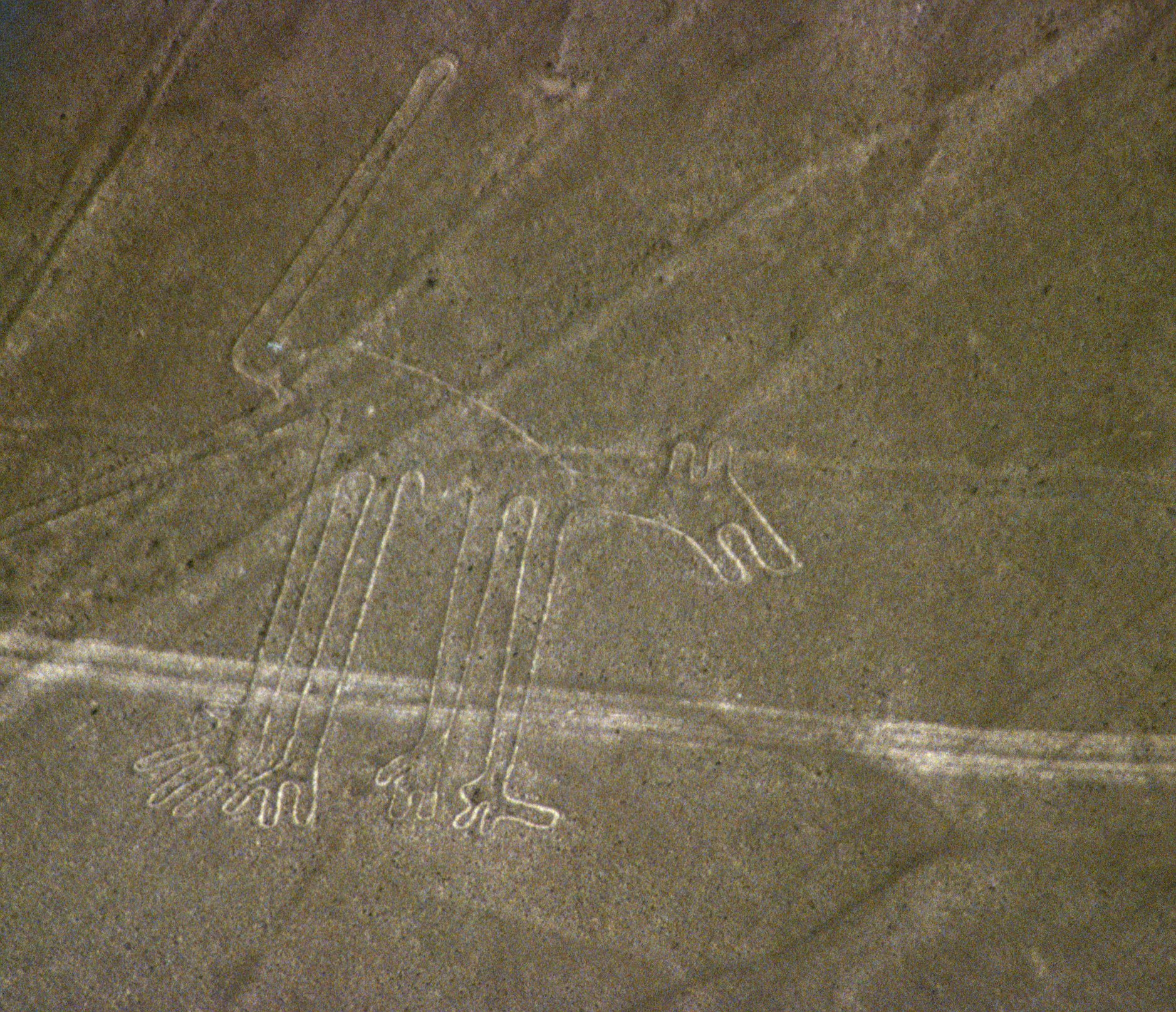
Linee di Nazca

## Geografia antropica

### Suddivisioni amministrative
È divisa in cinque distretti (comuni)
- Changuillo
- El Ingenio
- Marcona
- Nazca
- Vista Alegre

## Capoluogo e data di fondazione
Il capoluogo di questa provincia è la città di Nazca.
La provincia fu fondata il 23 gennaio del 1940.
Attualmente il sindaco (Alcalde) della città è: Julio Oscar Elías Lucana (2019-2022).

## Geografia fisica
La geografia della provincia di Nasca è caratterizzata dalla presenza di valli e fiumi (Río Ingenio, Río Aja, Río Socos, Río Tierras Blancas, Río Taruga, Río Las Trancas, Río Poroma) tutti affluenti del bacino del Río Grande.
Ci sono enormi pianure e montagne propri del deserto costiero, tra i quali sono degni di nota la pampa de San José, dove si trovano le famose linee di Nazca. Ad est della provincia si possono apprezzare torrenti che danno inizio alle prime propaggini andine. Sulla costa si distinguono l'insenatura di San Fernando e le baie di San Nicolás e San Juan all'estremo sud della provincia.

## Infrastrutture e trasporti

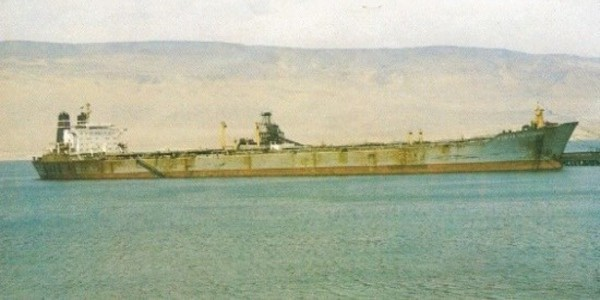
Porto di San Nicolás (Marcona), futuro megaporto del Pacifico Sudamericano.

Per la provincia di Nazca passano la Carretera Panamericana Sur e la Carretera Interoceánica che comunica con la sierra e la foresta del sud del Perù, arrivando fino al Brasile e alla Bolivia.
- Porti marittimi

Porto di San Juan e San Nicolás (Marcona), dove barche di notevole tonnellaggio trasportano minerali di ferro.
- Aeroporti

Aeroporto Maria Reiche Neumann di Nazca (Vista Alegre) e aeroporto di Marcona.

## Ecologia
Nella provincia si trovano la Reserva de Punta San Juan e la Ensenada de San Fernando; la prima è il rifugio naturale della più grande colonia di pinguini di Humboldt nel Perù e elefanti marini. San Fernando è un luogo dove si riuniscono una grande varietà di uccelli (produttori di guano), elefanti marini, pinguini e nutrie di mare. Notevole è la presenza in questo luogo del condor andino e del guanaco. Entrambe le riserve si trovano nel distretto di Marcona.

## Attrazioni turistiche

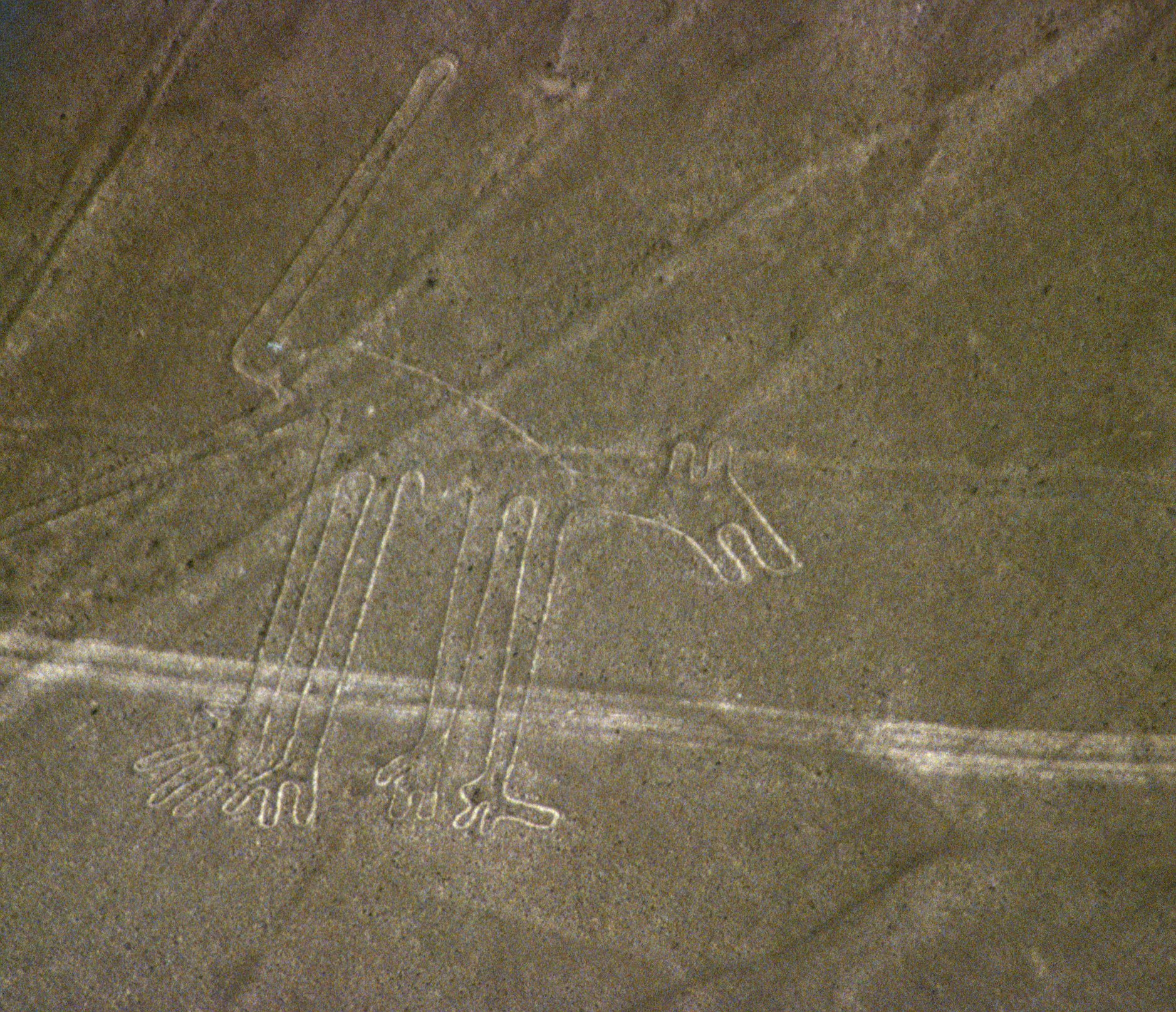
Linee di Nazca: Figura del cane.

Una delle attrazioni principali della provincia è costituita dalle linee della riserva nazionale di Nazca. L'area costiera desertica attorno a questa riserva fu la casa della civiltà Nazca, conosciuta per le ceramiche artistiche e i suoi scialli policromi, fatti con lana di cammello e cotone.

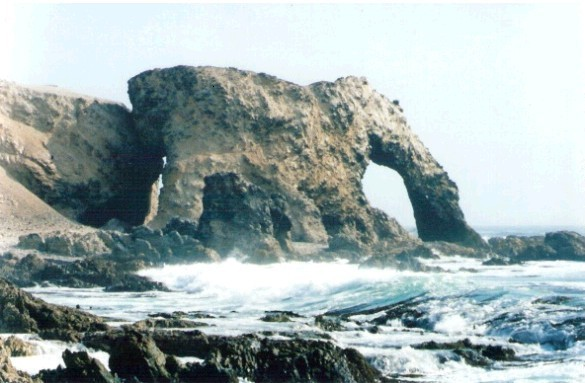
Elefante di Marcona. Molto vicino ad esso, nel 1855, naufragó il BAP Rímac.

- Linee di Nazca
- Cahuachi
- Cimitero di Chauchilla
- Acquedotto di Cantayo
- Reserva de Punta San Juan
- Museo Municipale di Nazca
- Cerro Blanco
- Spiagge di Marcona

## Superficie e popolazione
- 5 234,24 km²
- 55 816 abitanti (inei2005)